# En grandes pompes
Pour plus de détails, voir Fiche technique et Distribution.
En grandes pompes est un film français réalisé par André Teisseire et sorti en 1975.

## Fiche technique
- Titre : En grandes pompes
- Réalisation : André Teisseire
- Scénario : André Teisseire et Roger Pierre
- Directeur de la photo : Georges Strouvé
- Musique : Camille Sauvage
- Montage : Antoinette Perraud
- Durée : 92 minutes
- Date de sortie : France - 5 juin 1975[1]
- Sortie en DVD : 7 mars 2017[2]

## Distribution
- Roger Pierre : Marcel
- Jean-Marc Thibault : Gustave
- Ginette Leclerc : la mère de Marcel
- Edmée Deniau : Marguerite
- Jean-Marie Proslier : Bonami
- Henri Génès : Henri
- Dora Doll : Mlle Lamour
- Claude Salez : le curé
- Jacques Galland : le maire
- Micha Bayard : la tante de Gustave
- Louise Chevalier